# Song Number 1
Song #1 è il singolo di debutto del girl group russo Serebro, pubblicato nel 2007 come primo estratto dal primo album in studio OpiumRoz.
Ha rappresentato la Russia all'Eurovision Song Contest 2007, classificandosi al 3º posto nella finale dell'evento.

## Tracce
CD
Testi di Daniil Babičev, musiche di Maksim Fadeev.
1. Song #1 (Red) – 3:02
2. Song #1 (Violet) – 3:38
3. Song #1 (Black) – 3:15
4. Song #1 (Pink) – 5:10
5. Song #1 (Green) – 3:06
6. Song #1 (Yellow) – 3:47
7. Song #1 (Sky Blue) – 5:03
8. Song #1 (Vinous) – 4:33
9. Song #1 (Grey) – 4:05
10. Song #1 (White) – 4:15
11. Song #1 (Blue) – 3:11
12. Song #1 (Red 2) – 3:35
13. Song #1 (Orange) – 2:16
14. Song #1 (Silver - video) – 3:45

Download digitale, streaming
Testi di Daniil Babičev, musiche di Maksim Fadeev.
1. Song #1 (Russkaja versija) – 3:02

## Classifiche
| Classifica (2007) | Posizione massima |
| ----------------- | ----------------- |
| Regno Unito       | 99                |
| Svezia            | 28                |
| Svizzera          | 68                |